# Neurofibroma
Un neurofibroma és un tumor de la beina del nervi benigne del sistema nerviós perifèric. En el 90% dels casos, es troben com a tumors solitaris (neurofibroma solitari, tumor solitari de la beina del nervi o neurofibroma esporàdic), mentre que la resta es troben en persones amb neurofibromatosi tipus I (NF1), un trastorn genètic autosòmic dominant. Poden provocar una sèrie de símptomes, des de la desfiguració física i el dolor fins a la discapacitat cognitiva.
Els neurofibromes sorgeixen de cèl·lules de Schwann de tipus no mielinitzant que presenten inactivació bial·lèlica del gen NF1 que codifica la proteïna neurofibromina. Aquesta proteïna s'encarrega de regular la via de senyalització mediada per RAS-mediada per creixement cel·lular. A diferència dels schwannomes, un altre tipus de tumor que sorgeix de les cèl·lules de Schwann, els neurofibromes incorporen molts tipus addicionals de cèl·lules i elements estructurals a més de les cèl·lules de Schwann, cosa que dificulta identificar i comprendre tots els mecanismes a través dels quals s'originen i es desenvolupen.

## Tipus
Els neurofibromes s'han subdividit en dues grans categories: dèrmics i plexiformes. Els neurofibromes dèrmics s'associen amb un sol nervi perifèric, mentre que els neurofibromes plexiformes s'associen amb múltiples paquets nerviosos. Segons el sistema de classificació de l'Organització Mundial de la Salut, els neurofibromes dèrmics i plexiformes són tumors de grau I. El neurofibroma plexiforme és més difícil de tractar i es pot transformar en càncer. El neurofibroma dèrmic no es converteix en maligne.